# Бимомент
Бимомент (деформирующий момент) — физическая величина, изгибно-крутящий момент, образуется при нагрузке профиля, расположенного под углом или при неравномерной нагрузке на профиль.
Данный термин используется при анализе балок (механика сплошных сред), относится к кручению и деформации и обозначается — Mω. Бимомент показывает распределения в поперечном сечении (продольного) деформационного напряжения для случаев деформационного скручивания и искажения деформации соответственно. Как правило, бимомент может быть представлен парой равных и противоположных изгибающих моментов.

## Отношение к напряжённости
Полученный бимомент на участке можно рассчитать как интеграл произведения унитарной деформации и напряжения, перпендикулярный к сечению:
{\displaystyle B_{\omega }(x)=\int _{A}\omega (y,z)\sigma _{x}(x,y,z)\ dydz}

## Связь с перемещениями
Бимомент можно рассматривать как обобщённое усреднённое усилие деформации φ (деформационная функция). Чтобы доказать это, достаточно рассмотреть выражение энергии деформации для механической призмы, подвергнутой изгибному кручению:
{\displaystyle e_{def}=e_{flex}+e_{tor}+e_{fl-tr}\;}
Где каждое из приведённых условий выражается в терминах обобщенных смещений барицентрической оси и производных от этих перемещений. Непосредственная проверка:
{\displaystyle B_{\omega }={\frac {\partial e_{def}}{\partial (d\varphi /dx)}}=0+{\frac {\partial e_{tor}}{\partial (d\varphi /dx)}}+0=EI_{\omega }{\frac {d\varphi }{dx}}}
Там, где использовано только условие энергии, крутящий момент определяется следующим образом:
{\displaystyle e_{tor}={\frac {1}{2}}\left[GJ\left({\frac {d\theta _{x}}{dx}}\right)^{2}+{\frac {\kappa }{1-\kappa }}GJ\left({\frac {d\theta _{x}}{dx}}-\varphi \right)^{2}+EI_{\omega }\left({\frac {d\varphi }{dx}}\right)^{2}\right]}

## Расчёт бимомента
Бимомент можно рассчитать по напряжениям на единицу длины из системы дифференциальных уравнений:
{\displaystyle {\begin{cases}{\cfrac {d\varphi }{dx}}={\cfrac {B_{\omega }}{EI_{\omega }}}\\{\cfrac {dB_{\omega }}{dx}}=\kappa _{0}GJ\varphi -\phi (x;Q_{y},Q_{z},M_{x})\end{cases}}}
где:
{\displaystyle J,I_{\omega }\;} — модуль кручения и модуль деформации соответственно;
{\displaystyle \kappa _{0}:=1-J/(I_{y}+I_{z})\;} — рассчитывается по модулю кручения и полярному моменту инерции или сумме основных моментов инерции.
Получив второе из этих уравнений и подставив в него первое соотношение, получим уравнение второго порядка для бимомента:
{\displaystyle {\frac {d^{2}B_{\omega }}{dx^{2}}}-\kappa _{0}{\frac {GJ}{EI_{\omega }}}B_{\omega }=-{\frac {d\phi }{dx}}}